# Trasporti in Tagikistan

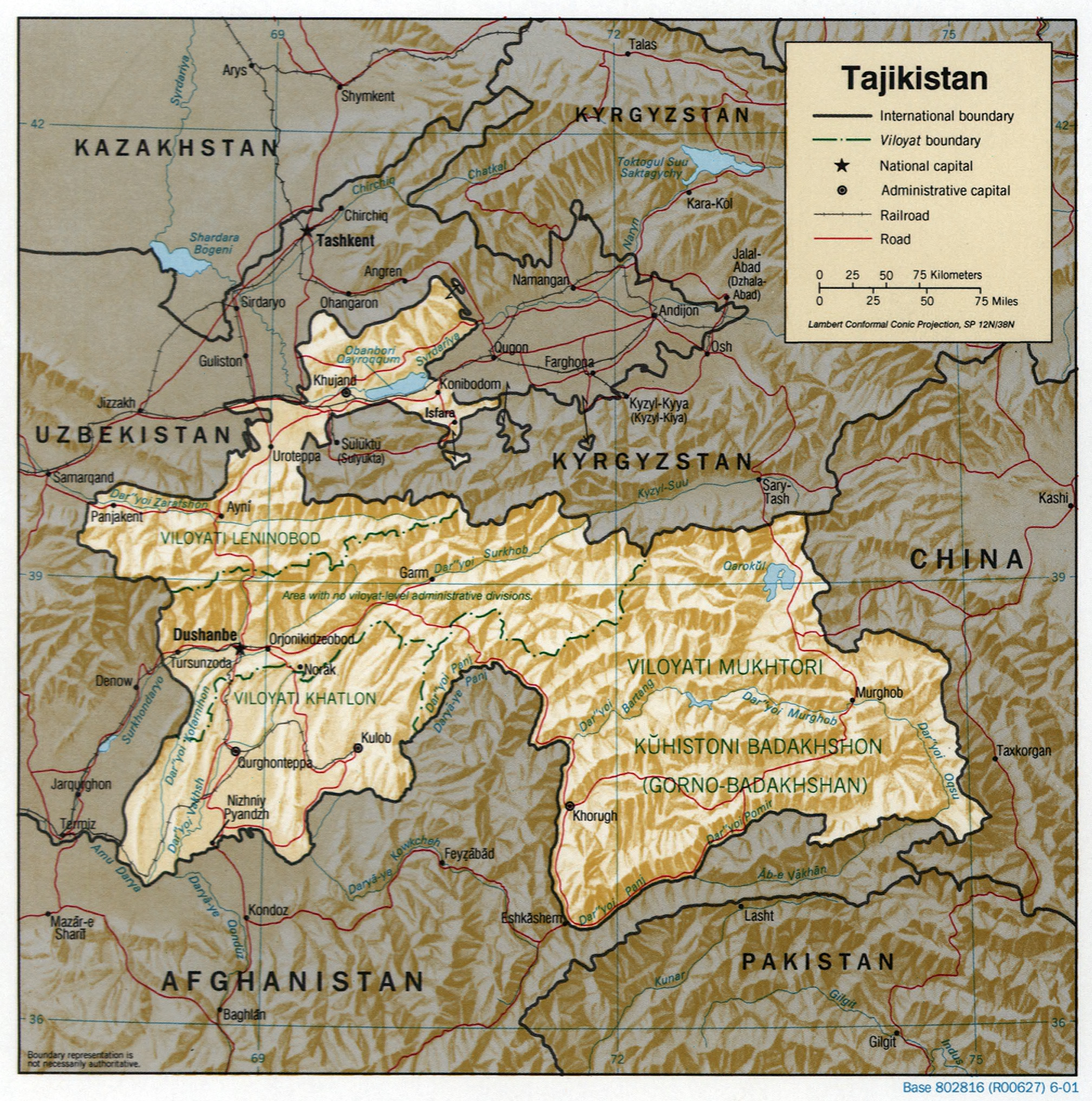
Tagikistan: carta geopolitica con rete ferroviaria e stradale

Questa voce raccoglie le principali tipologie di trasporti in Tagikistan.

## Trasporti su rotaia

### Rete ferroviaria
In totale: 482 km di linee ferroviarie pubbliche (dati 2002).
- scartamento allargato (1524 mm): 482 km
- collegamento a reti estere contigue
  - presente, senza cambio di scartamento: Kirghizistan ed Uzbekistan
  - assente, con cambio di scartamento (1524/1435 mm): Cina
  - assente, per mancanza di ferrovie: Afghanistan.

### Reti metropolitane
Non sono presenti aziende di trasporto che utilizzano la metropolitana.

### Reti tranviarie
Anche il servizio tranviario è assente.

## Trasporti su strada

### Rete stradale
Strade pubbliche: in totale 27.767 km (dati 1996)
- asfaltate: 11.330 km
- bianche: 2.370 km.

### Reti filoviarie
I filobus sono presenti in due città:
- Dušanbe (dal 1955)
- Khujand (dal 1970)

### Autolinee
Nella capitale del Tagikistan, Dušanbe, ed in tutte le zone abitate sono presenti aziende pubbliche e private che gestiscono trasporti urbani, suburbani ed interurbani esercitati con autobus.

## Porti e scali
nessuno.

## Trasporti aerei

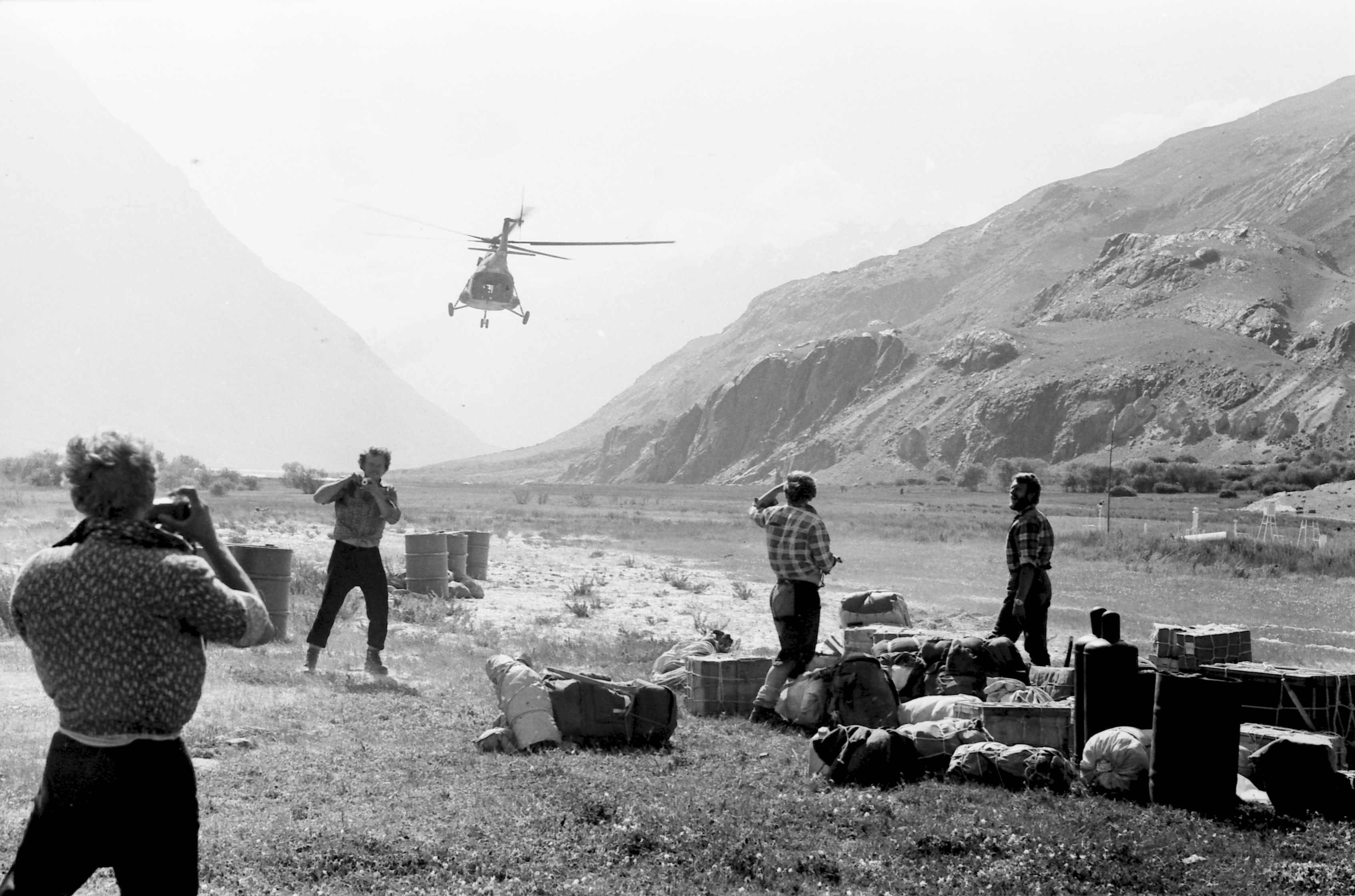

### Aeroporti
In totale: 66 (dati 2002)
a) con piste di rullaggio pavimentate: 13
- oltre 3047 m: 0
- da 2438 a 3047 m: 5
- da 1524 a 2437 m: 6
- da 914 a 1523 m: 1
- sotto 914 m: 1

b) con piste di rullaggio non pavimentate: 53
- oltre 3047 m: 1
- da 2438 a 3047 m: 0
- da 1524 a 2437 m: 2
- da 914 a 1523 m: 14
- sotto 914 m: 36.